# Wilhelm Emil Fein
Wilhelm Emil Fein (Ludwigsburgo, 16 de janeiro de 1842 – Stuttgart, 6 de outubro de 1898) é considerado o inventor da furadeira elétrica manual (uma furadeira estacionária já existia seis anos antes).

## Vida
Filho de um professor ginasial começou sua formação técnica com Carl Christoph Friedrich Geiger em Stuttgart, depois mudou-se para Karlsruhe e Göttingen e finalmente para Berlim, onde trabalhou na Siemens & Halske. A última parada de sua formação foi Londres. A conselho do físico Wilhelm Eisenlohr fundou em 1867 em Karlsruhe com seu irmão Carl a empresa C. & E. Fein, que se mudou em 1870 para Stuttgart. Wilhelm Emil Fein morreu em Stuttgart em 1898. Está sepultado na seção 13 do Pragfriedhof em Stuttgart.

## Carreira profissional

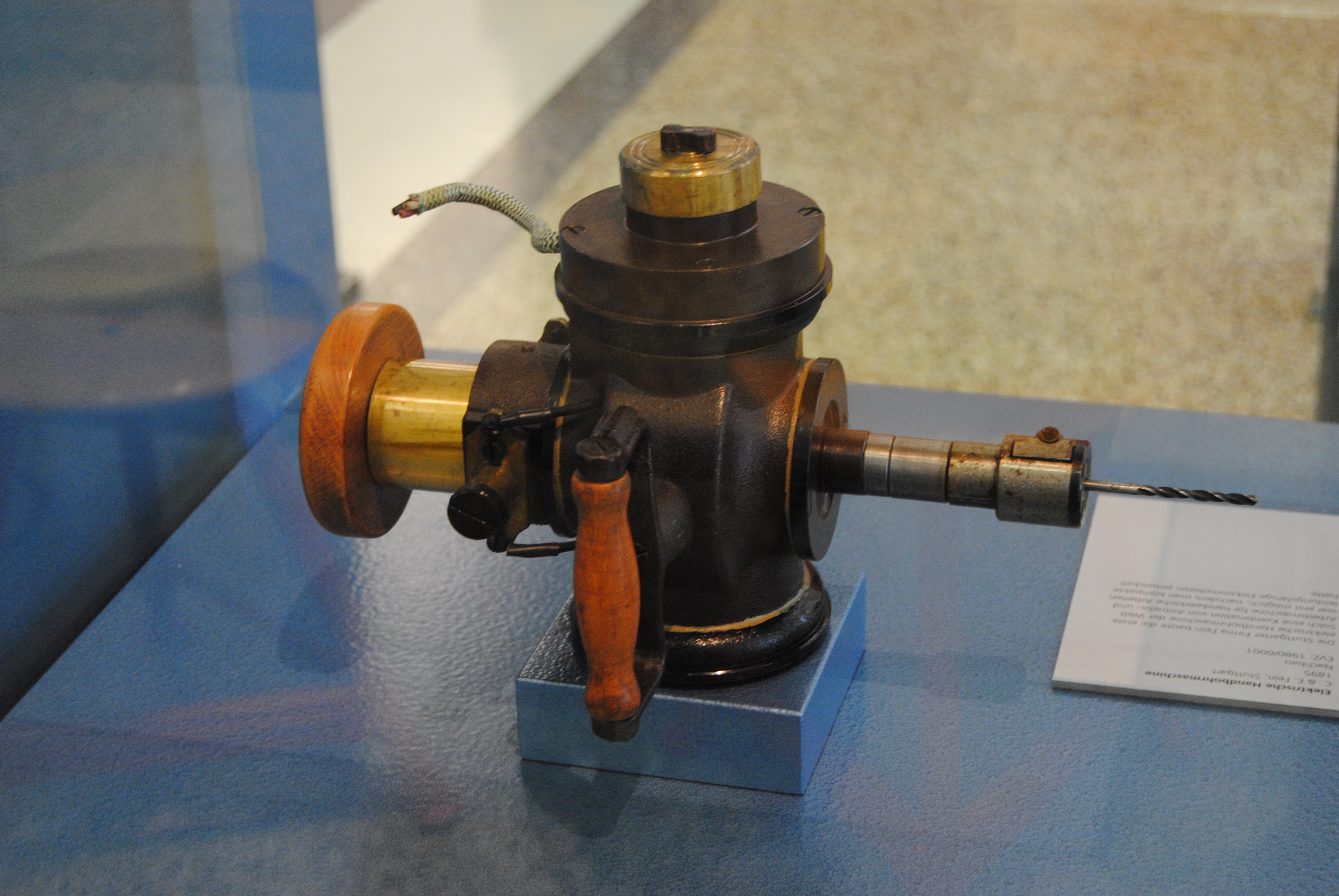
Furadeira manual de Fein (réplica) no Technoseum em Mannheim

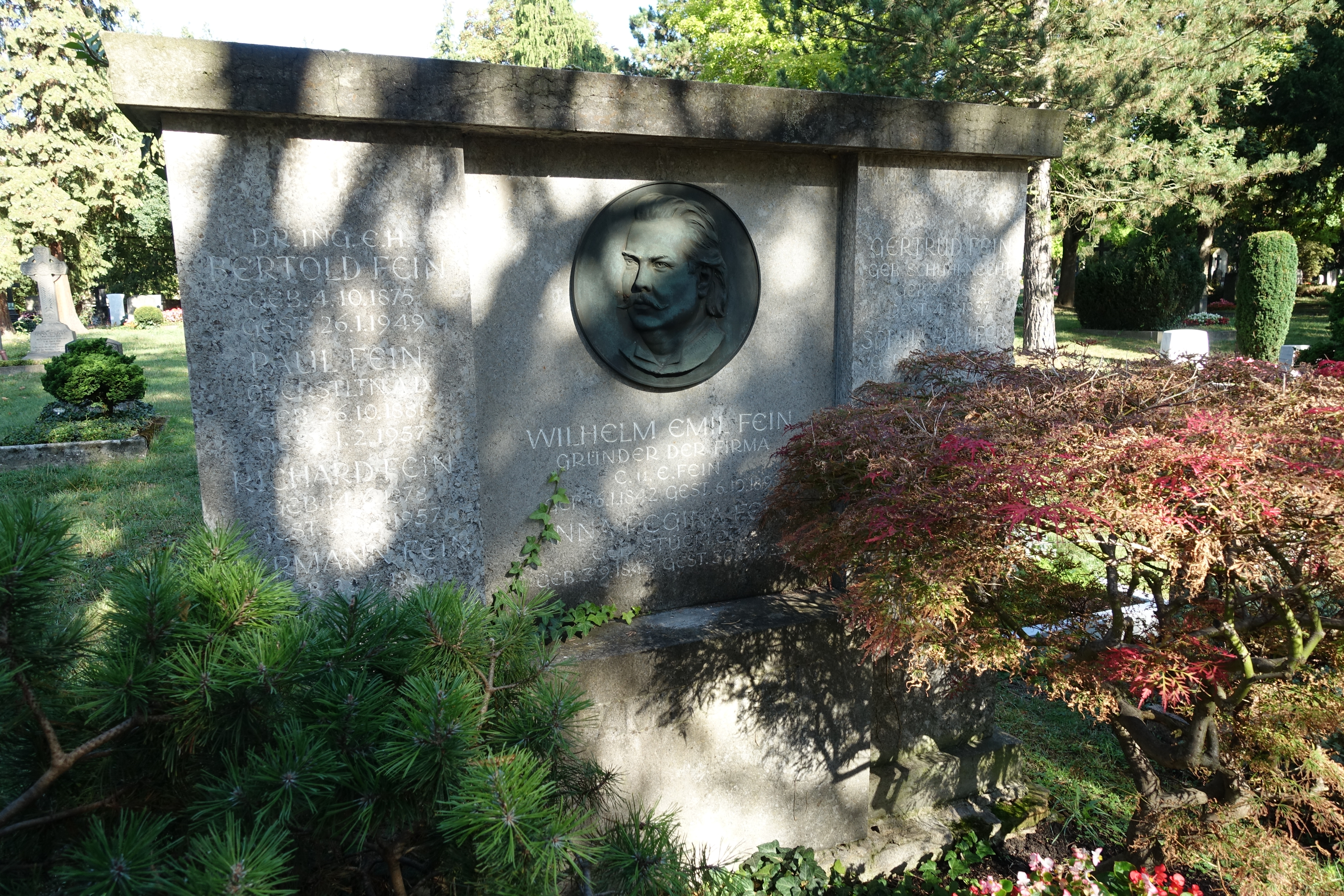
Sepultura no Pragfriedhof

A empresa C. & E. Fein, fundada por Fein em 1867, produzia sistemas elétricos. No inverno de 1879/1880 o jovem Robert Bosch trabalhou em sua empresa. Em 1879 Fein recebeu uma patente para um telefone com ímã de ferradura e em 1885 outra patente para um telefone militar - este foi o primeiro telefone portátil do mundo. Em 1888 publicou o livro Elektrische Apparate, Maschinen und Einrichtungen. Em 1895 sua empresa desenvolveu a furadeira elétrica manual; mas não foi a primeira furadeira elétrica em geral. Esta foi inventada pelo escocês Arthur James Arnot em 1889 na Austrália como uma furadeira estacionária para minas. Dois anos depois seguiu a furadeira elétrica de mesa, uma invenção de seu filho Emil Fein jr.